# Alba Alonso de Quesada
Alba Alonso de Quesada, född 1924, död 2020, var en honduransk politiker.
Hon var utbildningsminister 1965. 
Hon var sitt lands första kvinnliga minister.  